# Post-Britpop
Il post-Britpop è un sottogenere musicale del rock alternativo britannico che annovera tra i propri esponenti band emerse tra la fine degli anni '90 del XX secolo e i primi anni 2000, nel solco tracciato dal Britpop.
Il genere trae spunto da band quali Pulp, Oasis e Blur, ma è maggiormente influenzato dal rock statunitense e dall'indie e dalla musica sperimentale. Tra le band post-Britpop figurano gruppi quali Radiohead e Verve, che conobbero maggiore successo dopo il declino del Britpop in senso stretto, e complessi come Travis, Stereophonics, Feeder e Coldplay, questi ultimi affermatisi tra le band più note e di successo degli albori del nuovo millennio.

## Caratteristiche

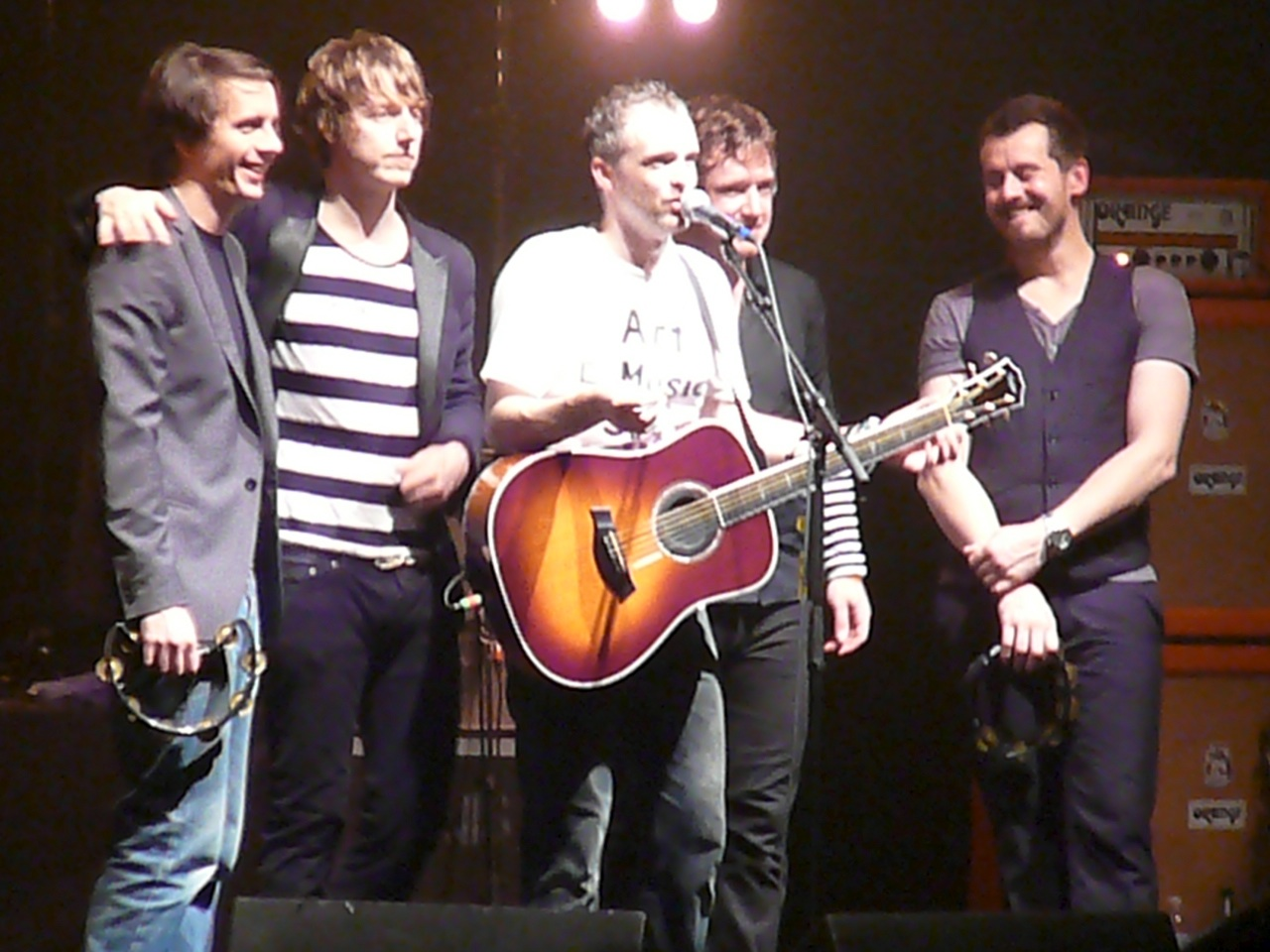
I Travis, una delle prime band post-Britpop a riscuotere il successo internazionale, fotografati a Los Angeles nel 2007.

Molte band del post-Britpop hanno rifiutato l'etichetta Britpop. La musica delle band post-Britpop si basa ancora su un forte impianto chitarristico e mescola elementi tipici del suono di Beatles, Rolling Stones e Small Faces con influenze statunitensi. I gruppi del post-Britpop risentono anche dell'influenza del rock britannico degli anni Settanta e della musica pop in senso più ampio. Pur nella varietà di stili, questi gruppi si caratterizzano per la mancata accentuazione delle tematiche patriottiche e della vita londinese e per una maggiore carica introspettiva dei brani. Alcuni studi attribuiscono a questi fattori i motivi del maggiore successo commerciale che queste band hanno raccolto negli Stati Uniti d'America rispetto alle band del Britpop. Secondo gli esperti una delle chiavi del successo di questi gruppi sarebbe il fatto che la figura della rock star è presentata come l'immagine del "ragazzo della porta accanto", sebbene il loro approccio spesso troppo melodico sia stato definito a volte insipido e troppo derivativo.

## Storia

### Origini
Dal 1997 il Britpop inteso come movimento musicale iniziò a dissolversi. Il senso di appartenenza nazionale che quel movimento aveva risvegliato nella ribattezzata Cool Britannia iniziava, una volta mutate le circostanze sociali e culturali, a venire meno. Gruppi come Verve e Radiohead avevano ottenuto successo negli anni '90 pur non potendo, a rigore, essere annoverate nel filone Britpop, e con il progressivo appannamento di quest'ultimo movimento raccolsero maggiori consensi da pubblico e critica. L'album Urban Hymns dei Verve (1997) ottenne il successo planetario, ma nel 1999 la band si sciolse, mentre i Radiohead, che avevano riscosso ampi consensi di pubblico e critica con l'album OK Computer (1997), continuarono a mietere successi con i dischi Kid A (2000) e Amnesiac (2001).

### Lo sviluppo della scena

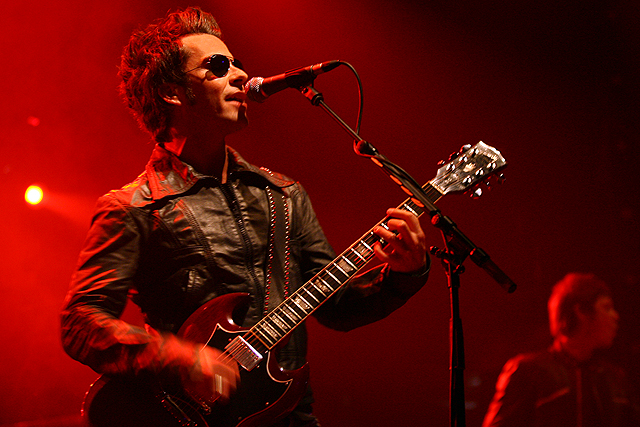
Kelly Jones degli Stereophonics in concerto ad Amburgo nel 2007.

La scena musicale e culturale in Scozia, denominata Cool Caledonia da parte della stampa, produsse un numero di band di rock alternativo di buon successo, tra cui i Supernaturals, originari di Glasgow e lanciati dal singolo Smile (1997), che raggiunse la 25ª posizione della classifica britannica dei singoli, e il cui album It Doesn't Matter Anymore (1997) entrò nelle prime dieci posizioni della classifica britannica dei dischi. Il gruppo, tuttavia, non riuscì a ottenere il successo internazionale.
Altra band scozzese di rilievo della scena post-Britpop di fine anni '90 furono i Travis, anch'essi originari di Glasgow. Tramite il ricorso a ritornelli e strutture musicali che ricalcavano in parte gli stilemi sonori degli Oasis, questo gruppo partì dall'introspettivo album Good Feeling (1997) alle tematiche più generali esplorate in The Man Who (1999), fino ad arrivare a 12 Memories (2003), disco più maturo e più politico, tanto che sono spesso citati come una band antesignana di un nuovo genere di Britpop. Gli Idlewild, gruppo di Edimburgo più influenzato dal post-grunge, non riuscì per un soffio ad entrare nelle prime 50 posizioni della classifica britannica degli album con Hope Is Important (1998), il secondo disco della band, ma in seguito produsse tre dischi entrati tutti nelle prime 20 posizioni della chart: la posizione di picco fu raggiunta da The Remote Part (2002) e dal singolo You Held the World in Your Arms, che raggiunsero entrambi la nona posizione rispettivamente nella graduatoria dei dischi e dei singoli. Pur guadagnando qualche attenzione internazionale, non riuscirono tuttavia ad avere successo negli Stati Uniti.

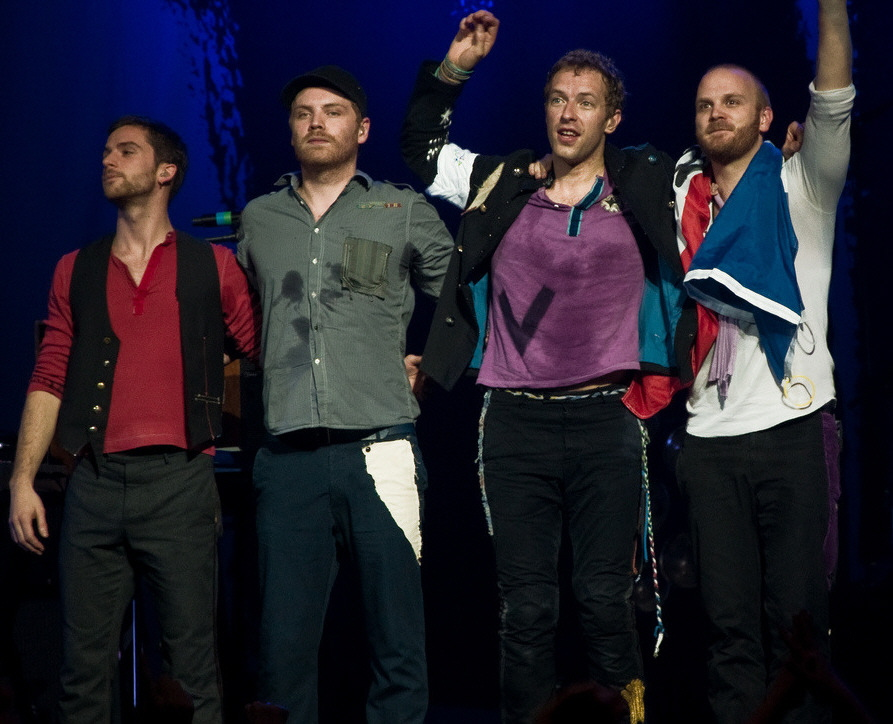
I Coldplay, la band post-Britpop di maggiore successo, qui in concerto nel 2008.

La prima rock band ad avere successo nell'era post-Britpop gallese, denominata Cool Cymru, furono i Catatonia, il cui singolo Mulder and Scully (1998) entrò nella top 10 dei singoli in Gran Bretagna e il cui album International Velvet (1998) raggiunse il primo posto nella graduatoria dei dischi più venduti, ma l'impatto negli Stati Uniti fu quasi nullo e, dopo una serie di problemi personali, il gruppo si sciolse alla fine del secolo. Gli Stereophonics, altra band gallese, adoperò elementi post-grunge e hardcore nel disco d'esordio di buon successo, Performance and Cocktails (1999), prima di muoversi verso sonorità più melodiche con Just Enough Education to Perform (2001) e gli album successivi I Feeder, altra formazione gallese, furono inizialmente influenzati dal post-grunge statunitense, producendo un suono hard rock che riscosse consensi con il singolo Buck Rogers e dall'album Echo Park (2001), ma dopo la morte del batterista Jon Lee si spostarono verso territori più introspettivi e riflessivi con Comfort in Sound (2002), il loro disco di maggiore successo commerciale, da cui furono estratte una serie di hit.

### Apice del successo commerciale
A queste band fecero seguito una serie di gruppi che condividevano aspetti della propria musica, tra cui gli Snow Patrol, nordirlandesi, gli Elbow, gli Embrace, gli Starsailor, i Doves, i Gomez e i Keane, tutti inglesi. La band di maggiore successo del post-Britpop sono, tuttavia, i Coldplay, inglesi, i cui primi due album, Parachutes (2000) e A Rush of Blood to the Head (2002), hanno ottenuto svariati dischi di platino, contribuendo a fare del gruppo uno dei complessi più popolari al mondo già nel periodo dell'uscita del loro terzo disco, X&Y (2005). Chasing Cars, singolo degli Snow Patrol tratto dal disco Eyes Open (2006), risulta la canzone più riprodotta dalle radio inglesi nel XXI secolo.

### Frammentazione
Gruppi musicali come Coldplay, Starsailor ed Elbow, con testi introspettivi e canzoni dalla forte impronta melodica, all'inizio del XX secolo iniziarono a essere criticate ed etichettate per alcuni testi banali e scialbi, mentre gruppi più ispirati al garage rock e al post punk revival come Hives, Vines, Strokes e White Stripes, sbocciati in quel periodo, venivano elogiati come "i salvatori del rock and roll". Ciononostante, molte band di questo periodo, in particolare Travis, Stereophonics e Coldplay, continuarono a riscuotere successo commerciale nel nuovo millennio Le band salite alla ribalta nei primi anni del secondo millennio  sono state raggruppate nel filone "seconda ondata" del Britpop; tra queste figurano Razorlight, Kaiser Chiefs, Arctic Monkeys e Bloc Party. Questi gruppi paiono essersi ispirati di meno alla musica degli anni '60 e più al punk e al post-punk degli anni '70, pur continuando a essere influenzati dal Britpop.